# Connecticut for Lieberman
| Kandydat      | Głosy   | Odsetek |
| ------------- | ------- | ------- |
| Joe Lieberman | 136,468 | 48%     |
| Ned Lamont    | 146,587 | 52%     |

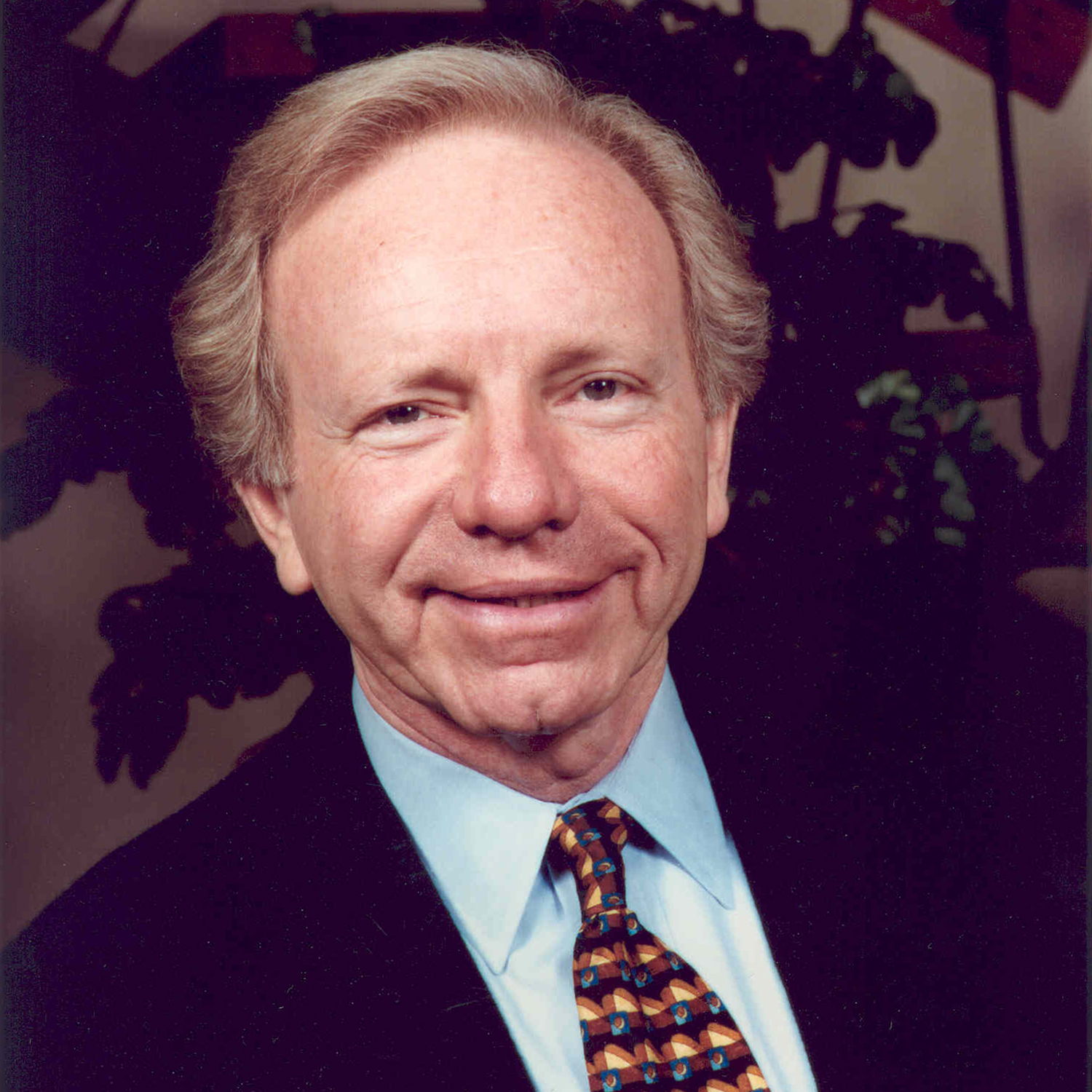
Senator Joe Lieberman

Connecticut for Lieberman (Connecticut na rzecz Liebermana) – amerykańska partia polityczna, założona przez 25 zwolenników senatora Joe Liebermana dnia 10 lipca 2006 roku, na wypadek, gdyby przegrał prawybory Partii Demokratycznej (z ramienia której zasiada w Senacie od roku 1989, jako młodszy senator stanu Connecticut), co też istotnie nastąpiło 8 sierpnia.
Lieberman, jako wciąż urzędujący Senator, pozostaje członkiem Partii Demokratycznej. Jednakże jego stosunki z kierownictwem partii (sam jest notabene jednym z czołowych jej działaczy) może psuć fakt, iż wielu jego kolegów, którzy popierali go w prawyborach, teraz poparli oficjalnego kandydata partii na senatora, Neda Lamonta. Przecież to właśnie Lamont został wybrany, nieznaczną wprawdzie większością, przez demokratów w Connecticut.
Lieberman, mimo kandydowania jako niezależny, pozostaje zarejestrowanym członkiem partii i klubu w Senacie oraz deklaruje, iż, jeżeli wygra, dalej nim pozostanie. Jego sytuacja jest w pewnym sensie podobna do kampanii prezydenckiej George’a Wallace’a w roku 1968. Wallace pozostał członkiem Partii Demokratycznej, ale na potrzeby swej kampanii stworzył Amerykańską Partię Niezależnych, która w praktyce składała się z jego komitetów wyborczych i przestała istnieć zaraz po wyborach. Potem był jeszcze trzykrotnie wybierany na gubernatora Alabamy jako nominat demokratów.
Różnica jednak między jego przypadkiem a kampanią Liebermana polega na tym, iż Wallace w 1968 nie ubiegał się o nominację prezydencką partii, a Lieberman o senatorską owszem, ale przegrał. I choć ma dalej szanse na zwycięstwo jako kandydat niezależny, to jednak, w wypadku wygranej, jego sytuacja, wobec przeciwstawienia się aparatowi, może być bardzo trudna.